# Léon Creux
Léon Creux (n. 28 februarie 1875, Paris, Île-de-France, Franța – d. 13 aprilie 1938, Paris, Île-de-France, Franța) a fost un inginer, inventator și romancier francez.

## Biografie

### Familia și educația

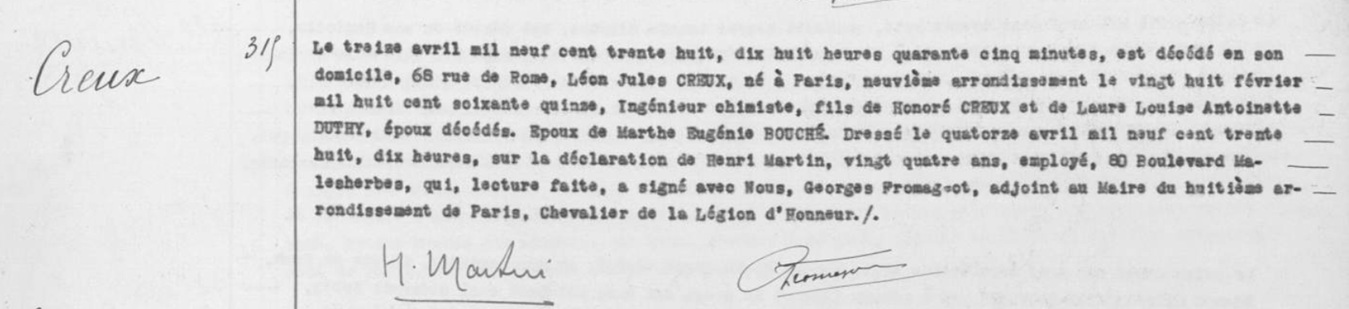
13.04.1938 - Certificatul de deces al lui Léon Jules Creux.

Léon Jules Creux s-a născut pe 28 februarie 1875 în arondismentul 9 din Paris, din căsătoria dintre Honoré Creux și Laure Louise Antoinette Duthy.
În 1896, Léon Creux a devenit inginer chimist, fiind absolvent al celei de-a douăsprecezea promoții a Școlii Superioare de Fizică și Chimie Industrială a Orașului Paris (ESPCI).
S-a căsătorit cu Marthe Eugénie Bouché; a murit la domiciliul său, strada Roma, numărul 68, în arondismentul 8 din Paris, în 13 aprilie 1938.

### Inventator
În 1895 a ocupat funcția de inginer chimist la compania L'Ozone.
În 1905 a descoperit principiul compresorului spiralat⁠(d) și a publicat brevete pentru acesta. precum și alte câteva îmbunătățiri aduse motorului rotativ 

### Romancier
Léon Creux este autorul a două romane, ambele descrise ca „romane științifice și de aventură”. Primul roman, publicat în 1922, relatează o călătorie spre centrul Pământului, trecând printr-o gaură de sondă, și nu printr-un coș de fum, precum la Jules Verne. Călătoriile, descoperirile și utilizarea tehnologiei stau la baza acestei ficțiuni.

## Publicații

### Brevete de invenție
- Brevet FR350036 „ Motor rotativ „, publicat pe 24 august 1905, disponibil online
- Brevet FR528648 „ Îmbunătățiri ale motoarelor cu ardere internă „, publicat pe15 noiembrie 1921, disponibil online

### Publicații științifice
- „Moteur rotatif à développante de cercle. Système L. Creux”. Le Génie civil : revue générale des industries françaises et étrangères: 415–418. mars 1909. Verificați datele pentru: |date= (ajutor).
- « Transformation du mouvement d’expansion en mouvement de rotation par la développante de cercle », Comptes rendus hebdomadaires des séances de l'Académie des sciences, janvier - iunie 1911. disponibil online
- « L'organisation industrielle et la tourmente économique » in La production française agricole et industrielle, 25 octombrie 1931, p. 2.

### Romane
- Călătoria Isabelei în centrul Pământului, un mare roman științific și o poveste despre aventuri extraordinare, prefață de Pierre Benoit, ilustrații de Paul Coze, Librairie Ducrocq Chulliat, editura 1922 , [7] .
- Secretul Douradei, un roman de aventuri științific și extraordinar, ilustrații de Luc Leguey, Librairie Ducrocq, 1925[8] .